# Мацкевичі (Псковська область)
Мацкевичі (рос. Мацкевичи) — присілок в Невельському районі Псковської області Російської Федерації.
Населення становить 5 осіб. Входить до складу муніципального утворення Івановська волость.

## Історія
Від 2015 року входить до складу муніципального утворення Івановська волость.

## Населення
| 2001 | 2002 | 2010 |
| ---- | ---- | ---- |
| 1    | ↗4   | ↗5   |